# 横浜市六大事業
横浜市六大事業（よこはましろくだいじぎょう）とは、太平洋戦争により荒廃した横浜市の中心部の再生と活性化を目的に始まった大規模な都市計画の呼称。　

## 概要

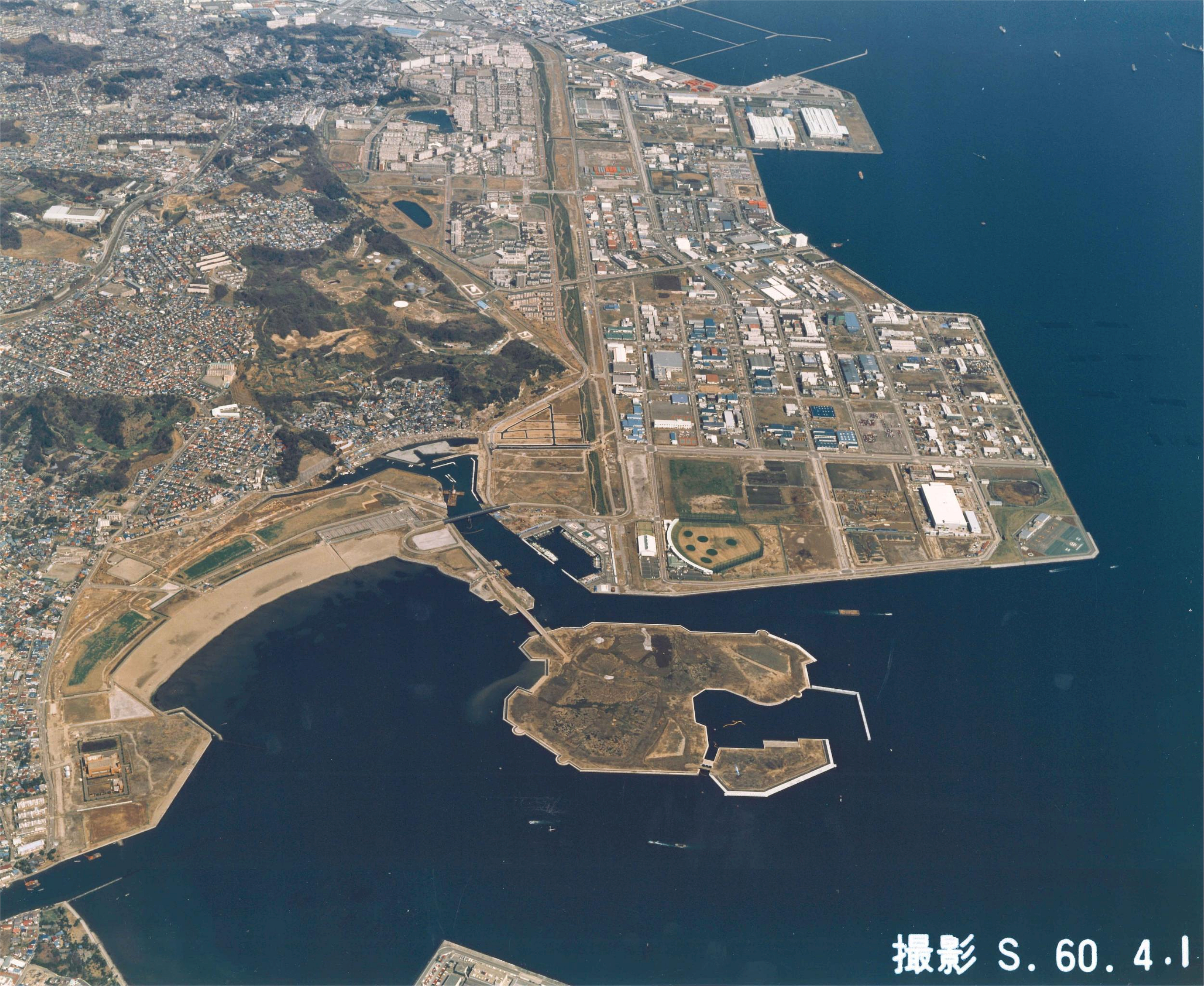
金沢地先埋立事業の埋立地（1985年4月）

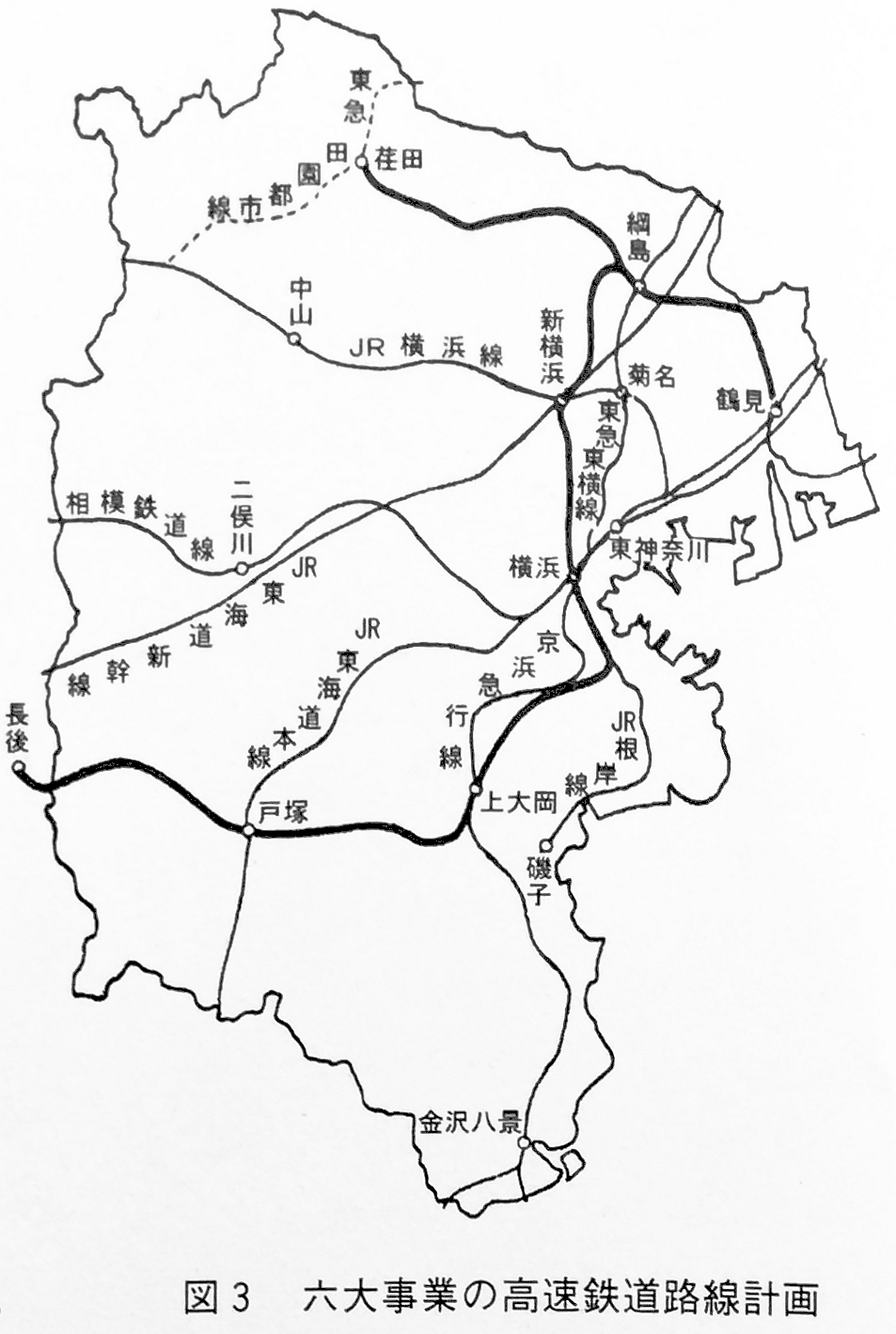
横浜市六大事業構想で公表された、高速鉄道路線計画（1965年10月）

事業計画の骨子となったものは、横浜市が横浜中心市街の復興と活性のために、民間のシンクタンクの環境開発センターに調査を依頼した「横浜市将来計画に関する基礎調査報告書」。浅田孝・田村明らにより、1964年12月5日に作成された。
この調査報告書をもとにして、1965年（昭和40年）に当時の飛鳥田一雄市長が市民に向けて提案を行った。市民向けのパンフレットが作成され、当時の横浜市の人口が百数十万人であるにもかかわらず、題名は「300万人都市をめざして」だった（2020年時点での横浜市の人口は370万人になっている）。
事業計画の内容は、横浜市中心部に止まらず、郊外を含めた横浜市全域を視野に入れており、道路・鉄道・港・埋め立て・経済的効率性・エリアの配置などを含んだものであり、大規模都市にふさわしいグランドデザインだった。当時、大規模公共事業を嫌う革新首長が多い中で、社会党の市長は自民党顔負けの政策提案を行った。
六大事業を実現するためには、縦割り組織では事業化が困難だったため、飛鳥田市長に招聘された田村明が横浜市に勤務。市役所内に企画調整局をつくり、各部署との調整役を務めながら計画が進められた。
六大事業の具体的な中身は以下の通りである。
1. 都心部強化 - 連合国軍最高司令官総司令部によって横浜市中心部が接収され、その接収解除が遅れたことによる戦後復興の遅れの対応。
中心部の二極化（旧来の中心部である関内・伊勢佐木町地区と、新たな中心部として発展し始めていた横浜駅周辺地区）への対応として、2つを繋ぐ新都心みなとみらい地区を開発・造成。
横浜の都市デザインを導入。
2. 金沢地先埋立事業 - 都心部強化事業に伴い、市中心部に混在する工場の移転用地の造成。住宅の確保。
工業地区 金沢工業団地・住宅地区 金沢シーサイドタウン、新交通システム金沢シーサイドラインの建設。
レジャー施設として、海の公園・八景島を造成。
3. 港北ニュータウン - ベッドタウン化に伴う、スプロール現象防止のためのニュータウン建設。
港北ニュータウンの造成。
交通手段として、広域幹線道路・横浜市営地下鉄を整備・建設。
4. 高速鉄道（地下鉄）建設事業 - 交通の骨格を形成する高速鉄道の建設。中心部と郊外を結ぶアクセスの強化。
横浜市営地下鉄の建設。
横浜市電・横浜市営トロリーバス廃止に伴う代替交通手段の確保。
5. 高速道路網建設事業 - 交通の骨格を形成する高速道路・有料道路の整備。
横浜市中心部の道路混雑の解消を目的として、業務交通（本牧埠頭へ向かうコンテナトラック）・通過交通の分離のために、 首都高速神奈川1号横羽線・首都高速神奈川2号三ツ沢線・保土ヶ谷バイパス・首都高速神奈川3号狩場線・首都高速湾岸線・横浜横須賀道路・横浜新道を建設。
6. 横浜港ベイブリッジ建設事業 - 業務交通の分離による、横浜市中心部の混雑緩和。
東京湾岸地域から本牧埠頭へのバイパス道路となる首都高速湾岸線の建設。
新しい横浜のシンボルの形成を兼ねた、首都高速湾岸線の横浜ベイブリッジの建設。

現在では上記六つの事業はほぼ完遂しており、横浜市は既に「都心臨海部・インナーハーバー整備構想」と称した次の事業に着手している。